# 298 Baptistina
298 Baptistina је астероид главног астероидног појаса чија средња удаљеност од Сунца износи 2,264 астрономских јединица (АЈ).
Апсолутна магнитуда астероида је 11,0 а геометријски албедо 0,179.